# Codi secret (joc)
Codi secret és el nom d'un joc de tauler de l'estil partygame guanyador del premi Spiel des Jahres de 2016 i nominat a l'As d'Or. Els jugadors es divideixen en dos equips i han de trobar els seus agents a partir d'un codi que consta d'un mot i un nombre. La paraula fa referència a trets que agrupen les cartes de joc sota una característica comuna i el nombre a la quantitat de cartes que l'inclouen. Els companys d'equip han d'endevinar el codi secret triant les cartes correctes sense escollir les cartes que corresponen a l'equip contrari. Les cartes estan col·locades en una graella de 5 × 5 i dues persones (les dues que emeten codi, una per equip) saben quines són de cada bàndol, segons un patró que s'obté amb una targeta que canvia a cada partida. Dins la graella també hi ha cartes neutrals i una que equival a l'assassí i que elimina automàticament l'equip que l'assenyali intentant endevinar el codi. El joc barreja dots de deducció, vocabulari i coneixença entre els membres de l'equip.
Codi secret va ser traduït al català per l'empresa Devir l'any 2016. El seu èxit li ha proporcionat nombrosos guardons i diverses seqüeles, tant de cartes temàtiques com de variants (imatges en comptes de paraules, graelles de diferents mides, versió per a dos jugadors, entre d'altres).